# Sticherus nervatus
Sticherus nervatus là một loài dương xỉ trong họ Gleicheniaceae. Loài này được J. Gonzales mô tả khoa học đầu tiên năm 2011.